# Die nettesten Menschen der Welt
Die nettesten Menschen der Welt ist eine deutsche Anthologie-Serie in sechs Episoden. Sie ist eine Produktion von Studio Zentral in Zusammenarbeit mit ARD Degeto, dem BR und dem NDR. Die Mini-Serie verbindet dabei phantastische und Mystery-Elemente. Den Umfang bilden vier abgeschlossene Geschichten, die über verbindende Szenen sowie durch wiederkehrende Schauspielerinnen und Schauspieler verknüpft werden. Inhaltlich setzen sich alle Folgen mit dem Thema Angst auseinander.

## Handlung
Die einleitende Folge Lill erzählt von dem titelgebenden Mädchen, das an einer schweren Allergie erkrankt ist. Offenbar ist Lill überraschend verschwunden und wird nun verzweifelt von ihrer Mutter Tessa gesucht. Nach einem Perspektivwechsel entpuppt sich Tessa jedoch als eine bedrohliche Fremde, die die verängstigte Lill sucht. Lill versucht sie durch den Einsatz von Superkräften zu stoppen, indem sie Tessa eine Feuerkugel durch den Brustkorb wirft. Die nicht menschliche Tessa überlebt dies jedoch. Nach einer abschließenden Wendung scheinen die vorhergehenden Szenen nur Phantasien der schlafenden Lill zu sein. Eine Bewerbungssituation ist die Grundlage für die Folge Junior. Eine junge, ambitionierte und eine erfahrene Bewerberin (Kay und Petra) treten in einen eskalierenden Wettstreit gegeneinander an. Die ganze Situation stellt sich später jedoch nur als Test für den Roboter Kay in Menschengestalt dar. 
Die Doppelfolge Elmchen handelt von dem zurückhaltenden Studenten Marten, der das Housesitting einer scheinbar normalen Katze übernimmt, die er jedoch nie direkt zu sehen bekommt. Die Katze bemächtigt sich der Wut und der Angst von Marten, indem sie sich in ein Raubtier verwandelt. So wird der geliebte Garten seiner Eltern Fritz und Jana verwüstet, nachdem sie Marten die finanzielle Unterstützung streichen. Ebenso greift das Tier Martens Ex-Freundin Anne und ihren neuen Freund Ben, der zugleich Martens Mitbewohner ist, tödlich an. Marten sieht am Ende keinen anderen Ausweg und begeht Selbstmord. 
In der abschließenden Doppelfolge Häxan kommt der Nachtportier Mika durch eine Verkettung von ungünstigen Ereignissen zu der Überzeugung, dass seine zwei Empfangskolleginnen Tanja und Lana moderne Hexen seien. Zu der Verwechslung kommt es, nachdem der Hausmeister Siegel eine Überwachungskamera installiert, die mögliche Diebstähle aufklären soll. Die Kamera zeichnet dabei sowohl das Materiallager als auch die Umkleide der Angestellten auf. Tanja und Lana verdächtigen den Hausmeister des Voyeurismus und spielen ihm daher als Rache vor, einen satanistischen Brauch durchführen zu wollen, bei dem sie vorhaben jemanden zu ermorden. Mika kontrolliert die Aufzeichnung und verfällt der fälschlichen Überzeugung, dass es sich bei Tanja und Lana um echte Hexen handelt. Er will daher (wie in seinem intensiv gespielten Fantasy-Computerspiel) mit einer Armbrust gegen die Hexen vorgehen, verletzt sich allerdings nur selbst.

## Besetzung

Haupt- und Nebendarsteller (Auswahl)
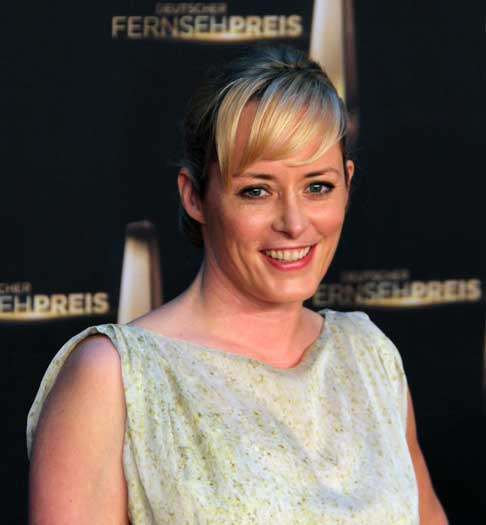
Silke Bodenbender (2012)
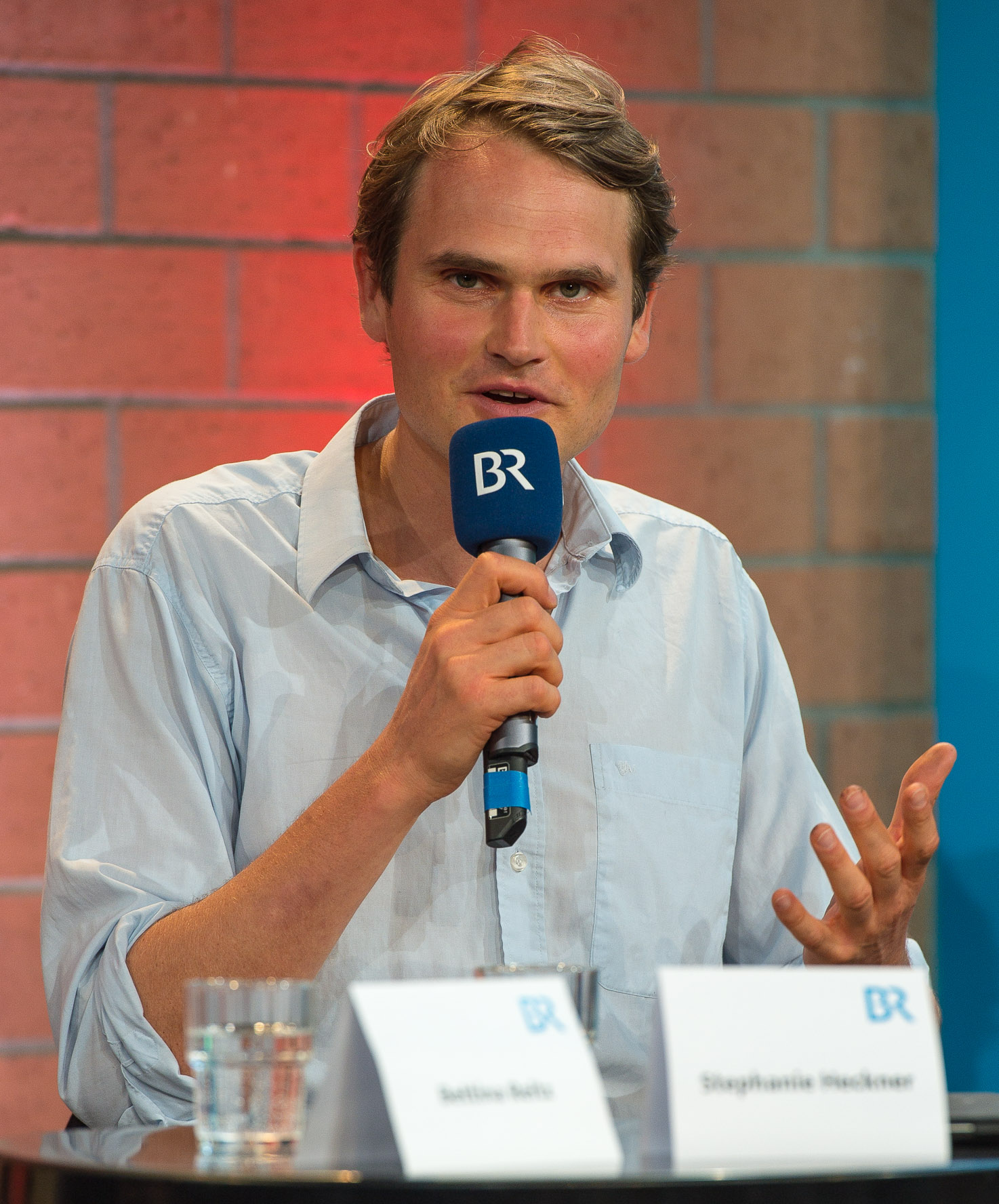
Fabian Hinrichs (2014)
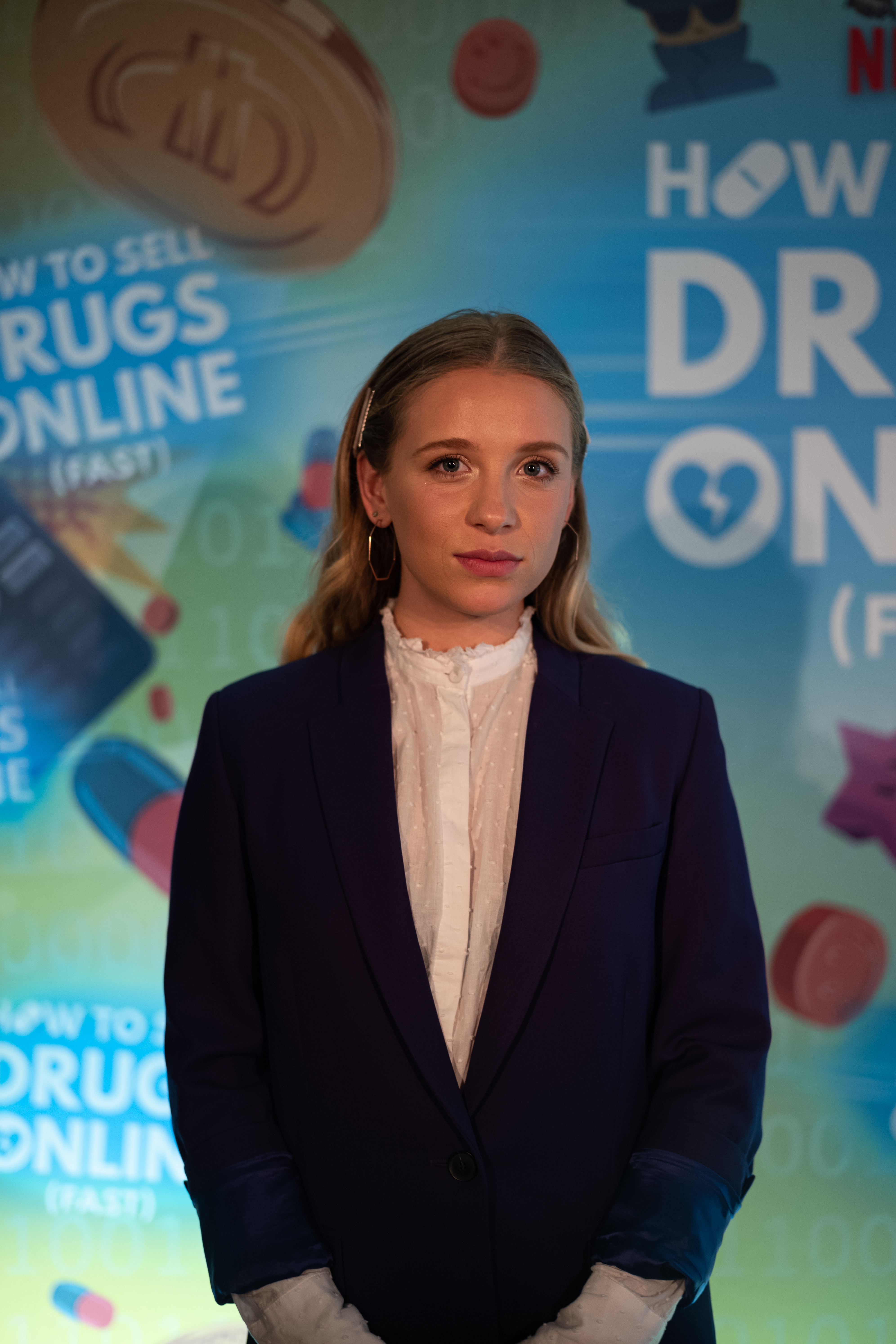
Lena Klenke (2019)
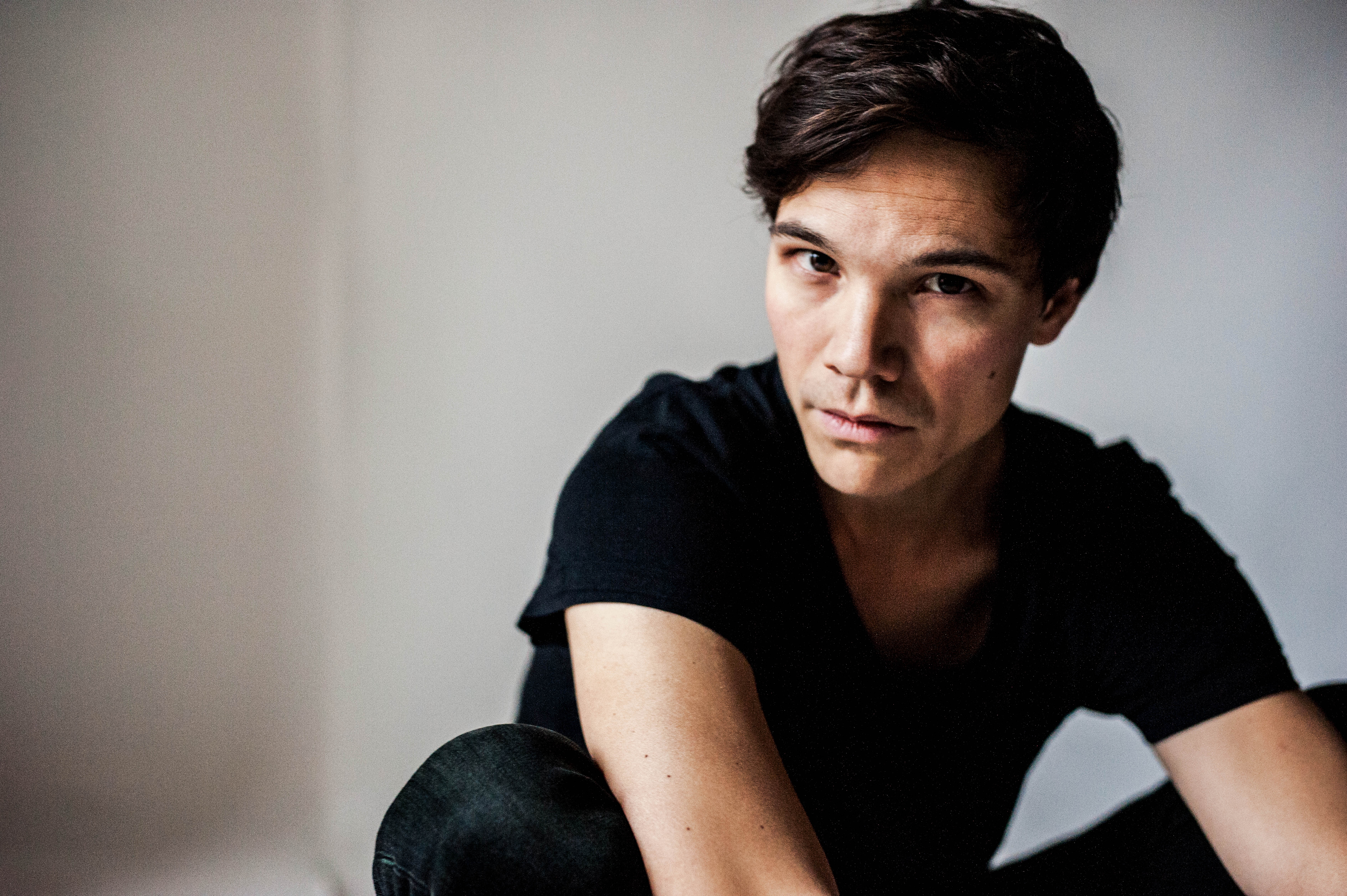
Sebastian Urzendowsky (2018)
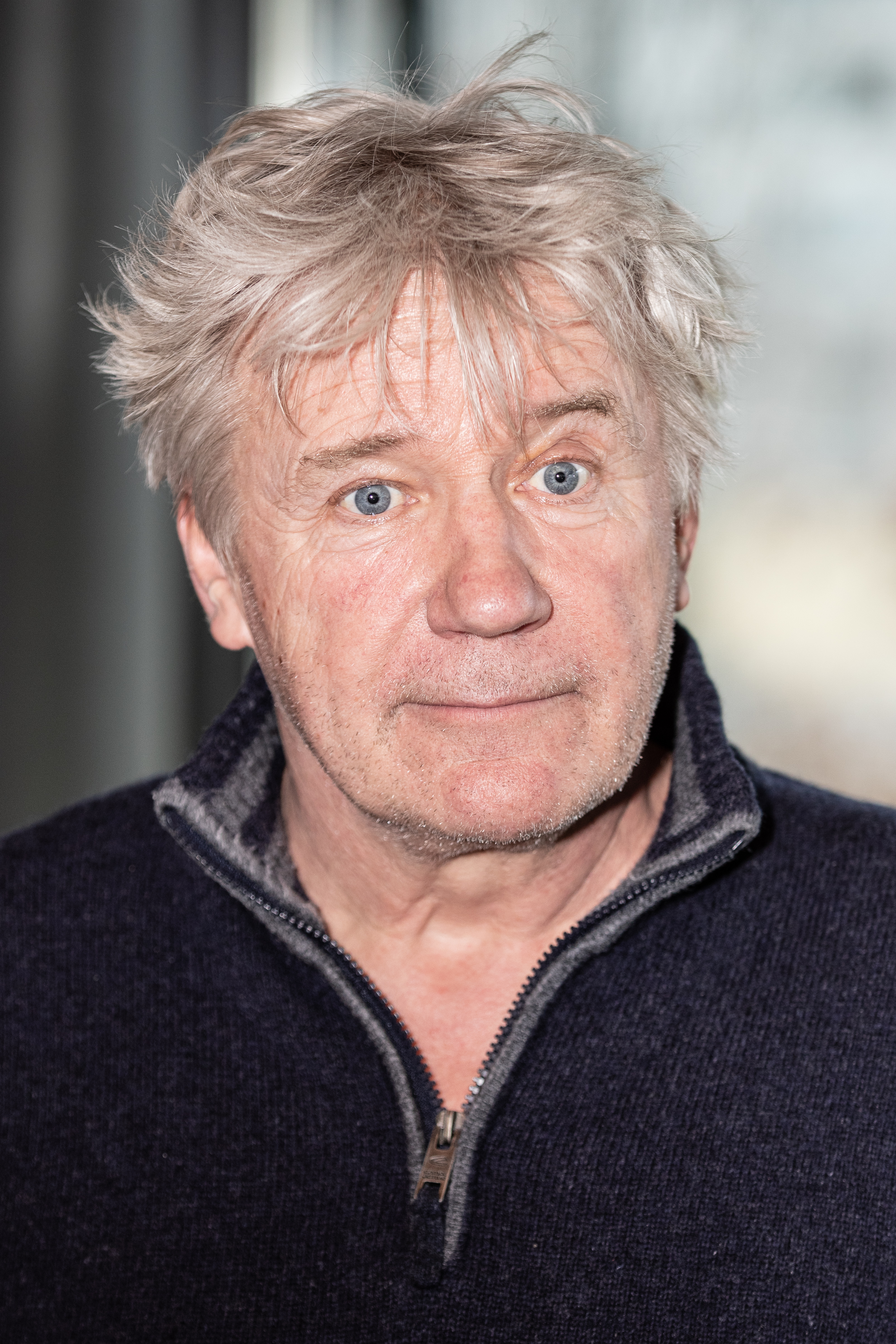
Jörg Schüttauf (2020)

## Produktion
Die Dreharbeiten zur Serie fanden zwischen April und Juni 2022 in und um Lüneburg statt. Die redaktionelle Verantwortung der Serie lag bei Christian Granderath und Sabine Holtgreve (NDR), Christoph Pellander von ARD Degeto sowie Claudia Simionescu (BR).

## Veröffentlichung
Die Serie wurde bereits 2022 vom NDR angekündigt, die aus der NDR-Serienoffensive hervorgegangen sei. Die US-amerikanische Serie Twilight Zone wird dabei als eine Inspirationsquelle benannt.
Die Veröffentlichung fand zunächst am 21. Juli 2023 in der ARD Mediathek statt, in der Nacht vom 23. auf den 24. Juli 2023 erfolgte die Premiere im linearen Fernsehen. Hierbei wurden alle sechs Folgen nacheinander ausgestrahlt.

## Episodenliste
| Nr. | Originaltitel     | Erstveröffentlichung (ARD Mediathek) | Regie            | Drehbuch                     | TV-Ausstrahlung (ARD) |
| --- | ----------------- | ------------------------------------ | ---------------- | ---------------------------- | --------------------- |
| 1   | Lill              | 21. Juli 2023                        | Alexander Adolph | Alexander Adolph, Eva Wehrum | 24. Juli 2023         |
| 2   | Junior            | 21. Juli 2023                        | Alexander Adolph | Alexander Adolph, Eva Wehrum | 24. Juli 2023         |
| 3   | Elmchen 1         | 21. Juli 2023                        | Alexander Adolph | Alexander Adolph, Eva Wehrum | 24. Juli 2023         |
| 4   | Elmchen 2         | 21. Juli 2023                        | Alexander Adolph | Alexander Adolph, Eva Wehrum | 24. Juli 2023         |
| 5   | Häxan 1 (Hexen 1) | 21. Juli 2023                        | Alexander Adolph | Alexander Adolph, Eva Wehrum | 24. Juli 2023         |
| 6   | Häxan 2 (Hexen 2) | 21. Juli 2023                        | Alexander Adolph | Alexander Adolph, Eva Wehrum | 24. Juli 2023         |

## Rezeption
Heike Hupertz von der Frankfurter Allgemeinen Zeitung befand, dass es „ähnlich genialische, die Voraussetzungen ihrer Erzählmotivation andeutende Fiktion“ selten im Fernsehen zu sehen gebe. Insbesondere die Detailverliebtheit zahle sich aus.
Philipp Rhensius von der taz lobte den „tollen Cast“. Die Serie vermenge Elemente aus Horror, Fantasy und Science-Fiction. Hierbei breche der Schrecken „bisweilen schockartig durch die dünne Wand der vermeintlich idyllischen Normalität“, zudem sei nie klar, wer oder was das Böse oder Gute sei.
Die Welt befand, dass die ARD eine erstklassige Schauspieler-Riege auf sehr abgründige Drehbücher losgelassen habe. Sie bescheinigte der Serie, dass das Ergebnis unter die Haut gehe.

## Trivia
Dirk von Lowtzow, Sänger der Gruppe Tocotronic, ist in einer Nebenrolle als der Hotelgast Herr Zapf in der Doppelfolge Häxan zu sehen. Von von Lowtzow stammt auch das Titellied zur Serie.